# Rita Tamašunienė
Rita Tamašunienė (ur. 27 września 1973 w Mejszagole) – litewska nauczycielka i urzędniczka samorządowa narodowości polskiej, posłanka na Sejm Republiki Litewskiej, od 2019 do 2020 minister spraw wewnętrznych.

## Życiorys
W 1994 ukończyła Konserwatorium Wileńskie ze specjalnością nauczycielską. W 2002 została absolwentką Wileńskiego Uniwersytetu Pedagogicznego, a w 2006 uzyskała tytuł zawodowy magistra administracji na Uniwersytecie Michała Römera. Pracowała jako nauczycielka i wicedyrektorka szkoły podstawowej, później przeszła do pracy w administracji samorządowej. W 2007 objęła stanowisko wicedyrektora administracji rejonu wileńskiego.
Zaangażowała się w działalność Związku Polaków na Litwie i Akcji Wyborczej Polaków na Litwie. W wyborach parlamentarnych w 2012 startowała z ramienia AWPL w okręgu wyborczym Wilno-Szyrwinty. W drugiej turze została wybrana do Sejmu, pokonując Živilė Pinskuvienė z Partii Pracy. W 2016 otwierała listę wyborczą AWPL, z powodzeniem ubiegała się w tych wyborach o poselską reelekcję w okręgu wyborczym z siedzibą w Niemenczynie.
W sierpniu 2019 objęła stanowisko ministra spraw wewnętrznych w rządzie Sauliusa Skvernelisa. W wyborach w 2020 ponownie została wybrana do Sejmu. W grudniu tegoż roku zakończyła pełnienie funkcji ministra. W wyborach w 2024 została wybrana do litewskiego parlamentu na kolejną kadencję.

## Odznaczenia
Odznaczona Srebrnym Krzyżem Zasługi (2012).